# Szelmostwa niegrzecznej dziewczynki
Szelmostwa niegrzecznej dziewczynki (hiszp. Travesuras de la niña mala) – powieść współczesnego peruwiańskiego pisarza Maria Vargasa Llosy. Została wydana w roku 2006. W Polsce pierwsze wydanie ukazało się w 2007 roku w przekładzie Marzeny Chrobak.
To historia inspirującej, toksycznej i perwersyjnej, trwającej wiele lat miłości, jaką pochodzący z Peru tłumacz darzy kobietę, która wielokrotnie bez uprzedzenia pojawia się i równie niespodziewanie znika z jego życia. Akcja powieści rozgrywa się w Limie, Paryżu, Londynie, Tokio i Madrycie.